# Libro di Abramo

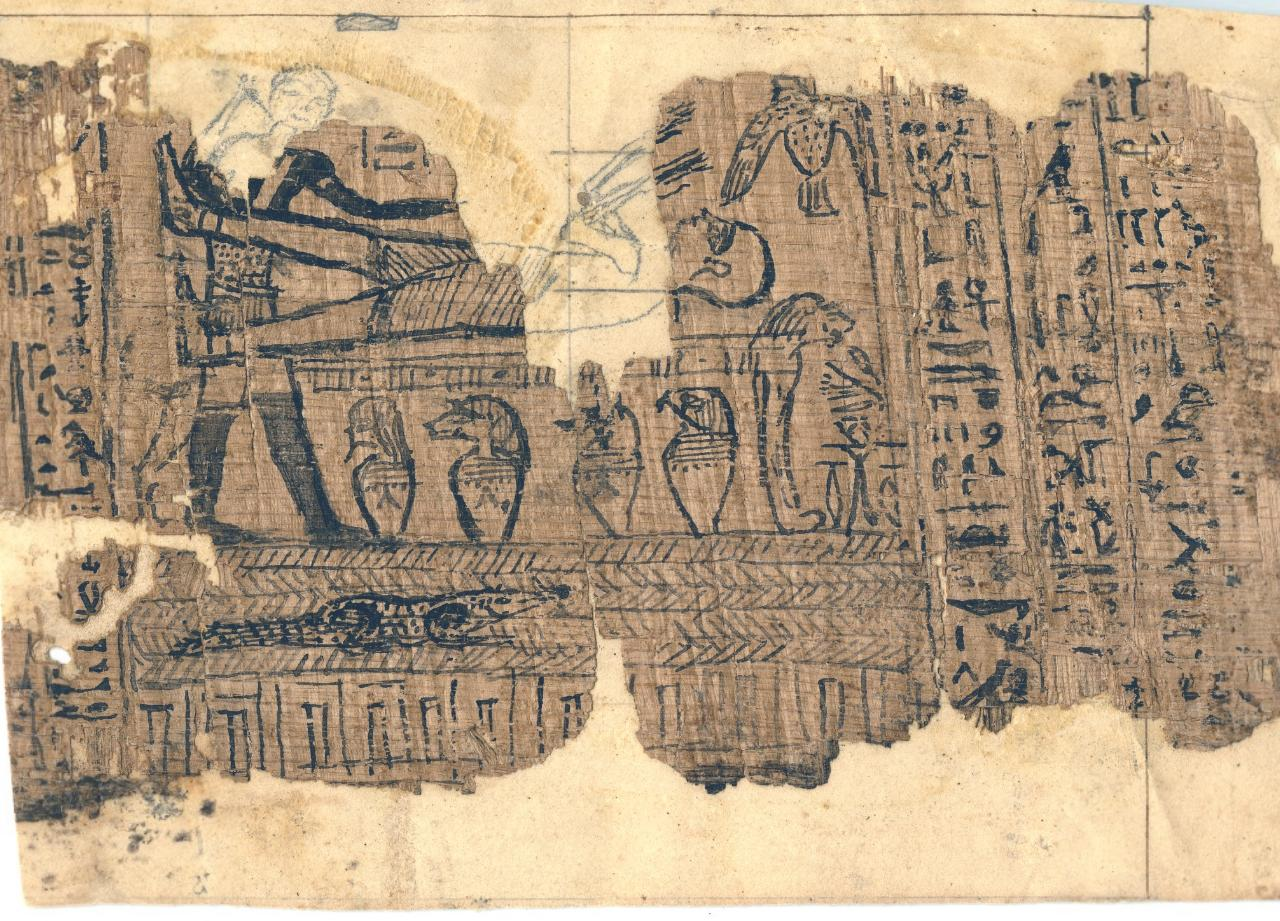
Frammento originale del papiro considerato quale fonte del Libro di Abramo. Gli egittologi lo hanno identificato come un comune testo funerario del II secolo (Libro del respirare) e rifiutano l'interpretazione fatta da Joseph Smith.

Il Libro di Abramo è un'opera del 1835 attribuita a Joseph Smith fondatore del mormonismo e primo presidente della Chiesa di Gesù Cristo dei santi degli ultimi giorni.
Joseph Smith ne realizzò il testo effettuando la "traduzione" di un papiro egizio, giunto tra le sue mani mentre viveva a Kirtland (Ohio), grazie all'operato di tale Michael Chandler, che viaggiava tra le città dell'Est degli Stati Uniti mostrando al pubblico alcune mummie provenienti dagli scavi archeologici realizzati in Egitto dall'italiano Antonio Lebolo.
Joseph Smith sostenne che il Libro di Abramo fosse una traduzione di alcuni antichi registri, scritti da Abramo mentre si trovava in Egitto, chiamata Libro di Abramo, scritto dalla sua propria mano, su papiro.
La traduzione di Smith descrive la storia della gioventù del patriarca Abramo, la sua chiamata profetica, la sua visita presso il Faraone e la sua visione del cosmo.
L'opera, canonizzata nel 1880 dalla Chiesa di Gesù Cristo dei Santi degli Ultimi Giorni, rimane da allora inserita all'interno di uno dei libri delle loro scritture sacre, la Perla di gran prezzo.
Sebbene non sia considerato sacro da alcuni gruppi scismatici, e benché le diverse chiese mormoni abbiano opinioni divergenti riguardo al Libro di Abramo (alcuni negandolo ed altri accettandolo), la Chiesa di Gesù Cristo dei Santi degli Ultimi Giorni ne sostiene la veridicità, e lo considera sacra scrittura redatta dalla mano del patriarca biblico Abramo.
Il Libro di Abramo contiene numerose dottrine che sono peculiari del mormonismo.
Tra le altre:
- Il concetto di una "Formazione dell'Universo" operata dalla divinità organizzando della materia informe (ma già preesistente), ex materia, contrapposto al concetto di "Creazione dell'Universo" dal nulla ex nihilo;
- la pluralità dei soggetti che parteciparono alla creazione;
- una descrizione della struttura dell'Universo, e del suo centro, identificato come "luogo ove dimora Iddio";
- una descrizione dei sette periodi della creazione e della formazione di Adamo.

Si riteneva che il papiro originale del Libro di Abramo fosse andato perduto durante il grande incendio di Chicago del 1871, ma nel 1966 undici frammenti di questi papiri furono casualmente ritrovati nei magazzini del Metropolitan Museum of Art di New York, vennero riconosciuti come parte di quelli posseduti da Joseph Smith e catalogati come Joseph Smith Papyri.
Nel 1967 gli undici frammenti vennero donati dal Metropolitan Museum alla Chiesa di Gesù Cristo dei Santi degli Ultimi Giorni.
Secondo la maggior parte degli egittologi che ne hanno analizzato la "traduzione", il lavoro effettuato da Joseph Smith era nel migliore dei casi "fantasioso" e comunque estraneo al reale contenuto dei frammenti, che vengono classificati come comuni testi funerari egizi, databili all'epoca tolemaica attorno al II secolo a.C.
Al di fuori dell'ambito strettamente accademico dell'egittologia, il Libro di Abramo e i frammenti di papiro ad esso collegati rimangono comunque oggetto di discussioni, con tesi sostenute da apologeti mormoni che ne propongono varie spiegazioni ed interpretazioni.

## Origine
Molti papiri ed undici mummie furono scoperte a Tebe da Antonio Lebolo tra il 1818 e il 1822. 
Al suo ritorno in Italia, prima della sua morte (19 febbraio 1830), Lebolo preparò un "lascito testamentario" disponendone la vendita. Le mummie furono spedite a New York, dove furono acquistate da Michael Chandler nel 1833.
Nei due anni seguenti Chandler girò gli Stati Uniti d'America orientali, mettendo in mostra le mummie e vendendone alcune.
Nel luglio del 1835 Chandler si recò con le restanti quattro mummie e i papiri associati a Kirtland (Ohio), Ohio, allora sede della Chiesa dei Santi degli Ultimi Giorni. Nonostante la stele di Rosetta fosse stata scoperta nel 1799, la capacità di leggere i geroglifici si sarebbe sviluppata solo dopo il 1850, pertanto nessuno all'epoca era in grado di tradurre i Papiri. Chandler che aveva fatto già numerosi tentativi chiedendo a diversi esperti di tradurre i Papiri si rivolse a Joseph Smith del quale aveva sentito parlare e che era famoso per le sue dichiarazioni di aver tradotto le tavole d'oro del Libro di Mormon.
Dopo aver esaminato i rotoli, Joseph Smith, Joseph Coe e Simeon Andrews acquistarono le quattro mummie ed almeno cinque papiri per 2400 dollari.

Joseph Smith scrisse a proposito: 
()
Joseph Smith lavorò alla traduzione del testo contenuto nei papiri durante il mese di luglio e nel novembre del 1835, e successivamente nel marzo del 1842.
Nel mese di Ottobre 1835 iniziò a "comporre un alfabeto del Libro di Abramo, e scrivere una grammatica della lingua egizia come utilizzata dagli antichi".
Nel diario dello Smith al giorno Giovedì 1º ottobre 1835 viene scritto: "Questo pomeriggio ho lavorato sull'alfabeto egizio, in compagnia dei fratelli O. Cowdery, e W.W.Phelps...".
I documenti così redatti vengono chiamati "Alfabeto e Grammatica Egizia" (EAG, Egypt Alphabet and Grammar) o Carte egizie Kirtland (KEP, Kirtland Egyptian Papers).
L'opera completa verrà infine pubblicata solo dopo la morte dello Smith nel 1842, quando verrà stampata a puntate, sulla rivista Times and Seasons. ed in seguito canonizzata nel 1880 dalla Chiesa di Gesù Cristo dei Santi degli Ultimi Giorni (LDS Church) all'interno del Perla di gran prezzo.

## Contenuto

### Testo delLibro di Abramo
Il Libro di Abramo racconta la vita di Abramo, i viaggi a Canaan e in Egitto, ed una visione che ricevette riguardante l'universo e la creazione del mondo. Il libro è formato da cinque capitoli. I primi due fanno riferimento alla gioventù di Abramo ed alla sua lotta contro l'idolatria della propria famiglia e della società. Racconta di come i sacerdoti pagani tentarono di sacrificare Abramo, e di come un angelo giunse a salvarlo. Nel capitolo 2 sono racchiuse informazioni riguardanti il patto di Dio con Abramo, e come fu rispettato. Dal capitolo 3 al 5 si racconta la visione riguardo l'astronomia, la creazione del mondo e la creazione dell'uomo.

### Facsimili
Tre immagini (facsimili delle vignette dei papiri) e le relative spiegazioni di Joseph Smith sono incluse nel testo del Libro di Abramo. Secondo gli egittologi, il facsimile No. 1 ed il facsimile No. 3 fanno parte del Rotolo di Hor, nel quale erano contenuti i papiri Joseph Smith I, X e XI. Il facsimile No. 2 è l'ipocefalo di Sheshonq. Il luogo di questa fonte è sconosciuto.
Secondo le spiegazioni di Joseph Smith, il facsimile No. 1 ritrae Abramo legato ad un altare, con il sacerdote idolatra di Elkenah che tenta di sacrificarlo. Nel facsimile No. 2 c'è la rappresentazione di oggetti celesti, tra cui il paradiso e la terra, 15 altri pianeti o stelle, il sole e la luna, il numero 1000 e Dio che rivela la grandi parole chiave del Sacro Sacerdozio. Il facsimile No. 3 ritrae Abramo alla corte del faraone "mentre discute i principi dell'astronomia".

## Immagini dei facsimile

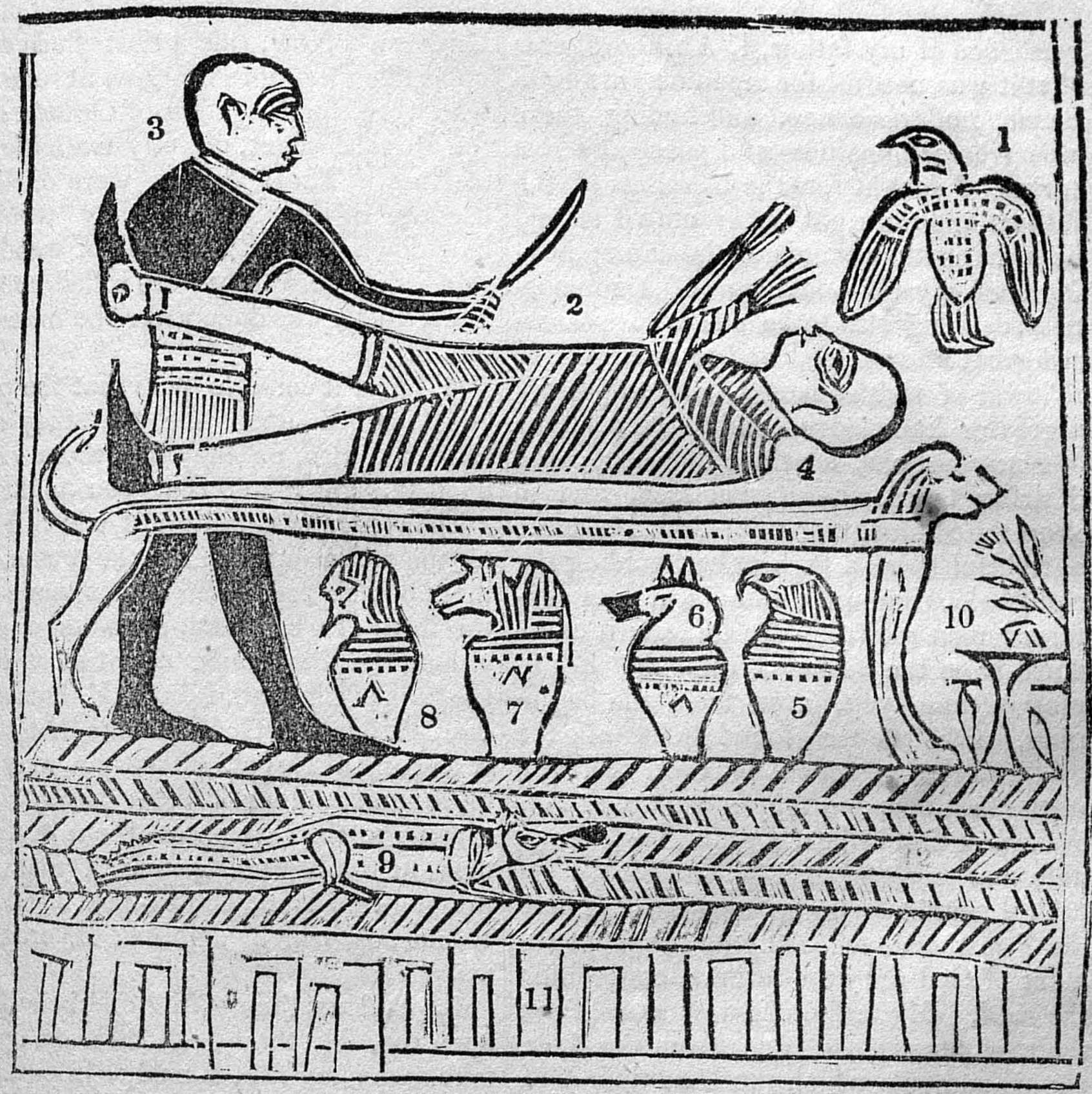
Facsimile No. 1 del Libro di Abramo
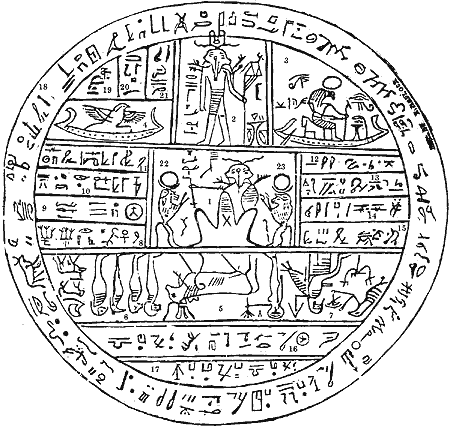
Facsimile No. 2 del Libro di Abramo
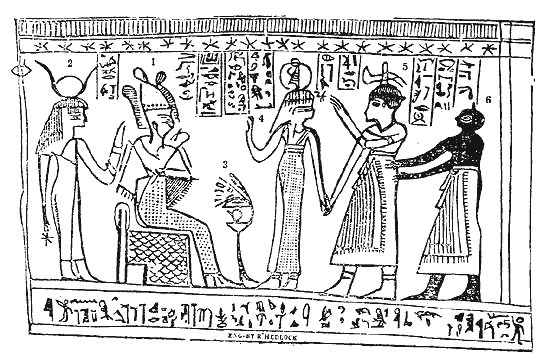
Facsimile No. 3 del Libro di Abramo

## Interpretazioni e contributi al movimento dei Santi degli ultimi giorni

### La Chiesa di Gesù Cristo dei santi degli ultimi giorni
Il Libro di Abramo fu canonizzato nel 1880 dalla chiesa LDS, ed è una parte importante dell'opera nota come Perla di gran prezzo. Il testo del Libro di Abramo è la fonte di alcune dottrine del movimento LDS, come l'esaltazione dell'umanità,la pluralità degli dei, il sacerdozio, l'esistenza pre-mortale, e gli altri mondi abitati del cosmo. Il Libro di Abramo contiene anche l'unico riferimento dell'LDS alla stella Kolob che, secondo il testo, è la stella più vicina al luogo in cui vive Dio.

### Comunità di Cristo
La Comunità di Cristo, precedentemente nota come la Riorganizzata Chiesa di Gesù Cristo dei santi degli ultimi giorni (RLDS), non accetta il Libro di Abramo come canonico, nonostante venga citato nelle prime pubblicazioni della chiesa.

### Chiesa di Gesù Cristo dei santi degli ultimi giorni (Strangite)
Il ramo Strangite del movimento non prende nessuna posizione ufficiale sul Libro di Abramo.

### Chiesa fondamentalista di Gesù Cristo dei santi degli ultimi giorni
La Chiesa fondamentalista di Gesù Cristo dei santi degli ultimi giorni sostiene la canonicità del Libro di Abramo.

## Controversie e critiche
Fin dalla sua pubblicazione nel 1842, il Libro di Abramo è stato oggetto di discussione. Gli egittologi non mormoni, a partire da Theodule Deveria alla fine del XIX secolo, si sono opposti alle spiegazioni di Joseph Smith riguardo ai facsimile. Sostennero anche che parti danneggiate dei papiri siano state ricostruite in modo errato. La controversia si intensificò alla fine degli anni sessanta, quando fu ritrovata parte del papiro Joseph Smith. La traduzione del testo egizio permise di scoprire che le parti ritrovate non avevano relazioni col testo Libro di Abramo. L'apologo della LDS Hugh Nibley e gli egittologi della Brigham Young University John Gee e Michael Dennis Rhodes hanno ampiamente discusso le varie differenze.

### Prime critiche dei facsimile
Nel 1856 Theodule Deveria, egittologo del Louvre, ebbe l'opportunità di esaminare i facsimile pubblicati come parte del Libro di Abramo la sua interpretazione venne pubblicata, assieme a quella fatta da Joseph Smith, nel libro di T.B.H. Stenhouse intitolato The Rocky Mountain Saints: A Full and Complete History of the Mormons nel 1873.
Nel 1912 il reverendo Franklin S. Spalding inviò delle copie dei tre facsimile ad otto Egittologi ed esperti di Cultura Semitica, chiedendo un parere.
Il risultato venne pubblicato nel libro di Spalding chiamato Joseph Smith, Jr. - As a Translator.
Sia Theodule Deveria che ognuno degli otto studiosi rifiutarono l'interpretazione dello Smith, riconoscendo nei facsimile una riproduzione di normali documenti funerari egizi, ed alcuni di loro condannarono duramente Joseph Smith.
Le tabelle sottostanti elencano le differenze tra le interpretazioni di Joseph Smith e la traduzione standard fatta dagli egittologi.
L'egittologo James H. Breasted, dell'Università di Chicago disse:
()
W.M. Flinders Petrie della London University scrisse:
()
A.H. Sayce, professore di egittologia di Oxford,
()

### Falsa ricostruzione delle lacune
Molti egittologi, tra cui Theodule Deveria, Klaus Baer, Richard A. Parker e Albert Lythgoe, hanno fatto notare che alcune parti del facsimile 1 sembrano contenere degli errori. Basandosi sul confronto che è possibile fare con altri papiri simili, hanno espresso la possibilità che le parti mancanti del papiro siano state ricostruite in modo approssimativo ed erroneamente.
Il papiro contenente il facsimile 1 è considerato dagli egittologi una versione abbastanza diffusa del Libro dei morti chiamata Libro dei respiri. Lythgoe sintetizza bene il consenso nato tra questi egittologi:
()
Altri errori di ricostruzione furono notati dagli egittologi. In seguito, quando il papiro originale venne ritrovato presso il Metropolitan Museum of Art di New York, risultò evidente che, come avevano ipotizzato gli egittologi, queste porzioni erano effettivamente mancanti, compresa la porzione che raffigura il capo del personaggio in piedi, il che fece ipotizzare che Joseph Smith avesse ricostruito lui stesso le parti mancanti del papiro, che sono presenti nella versione pubblicata del facsimile.
Studiosi ed egittologi criticarono anche il facsimile 2 per il fatto che conteneva false ricostruzioni delle lacune, ipotizzando aggiunte di Joseph Smith con personaggi presi da un altro papiro. Le critiche erano dovute al ritrovamento di una versione incompleta del facsimile 2 tra le Carte egizie Kirtland, parte delle quali erano state scritte a mano Joseph Smith. Paragonando la versione pubblicata del facsimile 2 a quella delle Carte egizie Kirtland ed ai papiri appena ritrovati, i critici fecero notare che i personaggi del papiro originale sembravano usati per riempire le parti mancanti del facsimile 2, con alcuni dei personaggi ribaltati sottosopra.
Secondo gli apologi mormoni, queste affermazioni degli egittologi sono speculazioni, e la ricostruzione di Joseph Smith era o quella corretta, in cui le immagini erano state solo riempite per motivi estetici, oppure semplicemente cambiate di ordine senza cambiare il significato.

#### Facsimile numero 1
| |  |
| Il facsimile 1 del Libro di Abramo (sinistra), ed il papiro da cui fu copiato. Notare la parte mancante del disegno |  |

| Immagine | Spiegazione di Joseph Smith | Spiegazione degli egittologi mormoni e non mormoni (citazioni da Deveria 1860)                                                       |
| -------- | --- | --- |
| 1        | L'angelo del Signore | "L'anima di Osiride (che dovrebbe avere una testa umana)"                                                                            |
| 2        | Abramo legato all'altare | "Osiride che nasce sul proprio divano, a forma di leone"                                                                             |
| 3        | Il sacerdote idolatra di Elkenah tenta di offrire Abramo in sacrificio | "Il dio Anubi (che dovrebbe avere la testa di sciacallo) mentre fa risorgere Osiride"                                                |
| 4        | L'altare per il sacrificio dei sacerdoti idolatri, davanti agli dei di Elkenah, Libnah, Mahmackrah, Korash e del faraone                                                                                                   | "Il letto funerario di Osiride" |
| 5        | Il dio idolatrato da Elkenah | Vaso canopi raffigurante Qebehsenuf con la testa di falcone - uno dei quattro figli di Horo                                          |
| 6        | Il dio idolatrato da Libnah | Vaso canopi raffigurante Duamutef con la testa di sciacallo - uno dei quattro figli di Horo                                          |
| 7        | Il dio idolatrato da Mahmackrah | Vaso canopi raffigurante Hapy con la testa di scimmia - uno dei quattro figli di Horo                                                |
| 8        | Il dio idolatrato da Korash | Vaso canopi raffigurante Imset con la testa umana - uno dei quattro figli di Horo                                                    |
| 9        | Il dio idolatrato dal faraone | "Il coccodrillo sacro, simbolismo del dio Sedet"                                                                                     |
| 10       | Abramo in Egitto | "Altare carico di offerte" |
| 11       | Rappresentazione dei pilastri del paradiso, come conosciuti dagli egizi | "Ornamento tipico dell'arte egizia"                                                                                                  |
| 12       | Raukeeyang, che significa distesa, o il firmamento sopra le nostre teste; ma in questo caso, dato il contesto, gli egizi intendevano dire Shaumau, essere alto, o i paradisi, rispondendo al termine ebraico, Shaumahyeem. | "Solita rappresentazione del terreno nei dipinti egizi (il termine Shauman non è egizio, ed il termine ebraico è copiato malamente)" |

#### Lacune nel facsimile numero 1
Chi ha esaminato il facsimile ha notato che l'immagine non è consistente con altre scene simili conosciute in egittologia. Costoro credono che le parti mancanti siano state erroneamente ricreate partendo dalle lacune dell'originale (in quel tempo non disponibile), o da Smith o da qualche altra persona. Queste ipotetiche ricostruzioni fallaci sono avvenute nelle zone in cui il papiro era danneggiato. Quando fu scoperto il papiro originale si poterono fare confronti con le carte egizie Kirtland.
L'egittologo della chiesa LDS, John Gee, sostiene però che le testimonianze dei testimoni oculari che seguirono Joseph Smith parlano di un documento completo, senza parti mancanti. Per questo motivo Gee sostiene che il facsimile sia una riproduzione non accurata di un documento originale che, dopo di allora, si danneggiò. Gee porta come esempio "l'uomo con un coltello disegnato", una parte non più esistente ma citata in scritti apologetici e non del tempo.

#### Facsimile numero 2
La persona rappresentata nel facsimile 2 è un normale artefatto egizio chiamato ipocefalo. Gli ipocefali erano posti sotto la testa o i piedi delle persone mummificate, in modo da assisterli nel ricordare cosa dire e fare durante il processo che avrebbero sostenuto nell'oltretomba.
Come per il facsimile 1, la spiegazione di Smith differisce dall'interpretazione standard come mostrato qui sotto.
| |  |
| Facsimile 2 pubblicato nel Libro di Abramo (sinistra) e come rinvenuto nelle carte egizie Kirtland (destra). Notare la parte mancante del facsimile. Il fatto che la parte mancante fosse comunque in possesso di Smith è discusso. |  |

| Immagine        | Spiegazione di Joseph Smith | Spiegazione di egittologi mormoni e non mormoni (le citazioni sono di Deveria) |
| --------------- | --- | --- |
| 1               | Kolob, che rappresenta la prima creazione, il più vicino al celeste, o residenza di Dio. Primo nel governo, L'ultimo secondo la misurazione del tempo. La misurazione rispetta il tempo celeste, che significa un giorno a cubito. Un giorno a Kolob è uguale a 1000 anni secondo il tempo della terra, chiamato dagli egizi Jah-oh-eh. | "Lo spirito dei quattro elementi (secondo Champollion), o piuttosto dei quattro venti, o dei quattro punti cardinali; l'anima del mondo terrestre. Questo dio è sempre rappresentato con quattro teste di montone, e la sua immagine è stata sicuramente alterata. È stato fatto anche un goffo tentativo di copiare la doppia testa umana del dio raffigurato sopra, fig. 2, invece delle teste di montone. Il termine Jah-oh-eh non ha niente di egizio; sembra il termine ebraico [redacted] malamente trascritto". (enfasi nell'originale) Il nome in geroglifico sopra la figura centrale è Chnm-Re, il dio "Primo Creatore" egizio che organizzò tutto traendolo dal primordiale caos |
| 2               | In piedi da parte a Kolob, chiamato dagli egizi Oliblish; anch'egli tiene la chiave del potere, di pertinenza di altri pianeti; come rivelato da Dio ad Abramo, quando offrì un sacrificio sull'altare, che aveva costruito per il Signore. | "Ammon-Ra, con due teste umane, che probabilmente rappresentava il principio invisibile o misterioso di Ammon, ed il principio visibile o luminoso di Ra, il sole; o il doppio e simultaneo principio di padre e figlio; che caratterizza la divinità nella religione dell'antico Egitto — il termine Oliblish non è più egizio di quelli già incontrati, né di quelli trovati nella spiegazione mormone" |
| 3               | È fatto per rappresentare Dio, seduto sul proprio trono, vestito di potere ed autorità; con sulla testa una corona di luce eterna; rappresenta anche le grandi parole chiave del Sacro Sacerdozio, come rivelato ad Adamo nel giardino dell'Eden, così come a Seth, Noè, Melchizedek, Abramo, e a tutti coloro a cui il Sacerdozio fu rivelato | "Il dio sole Ra, con testa di falco, seduto sulla propria barca. I due simboli, secondo M. de Rougé, sarebbero i punti fissi di un periodo astronomico" |
| 4               | Risposta al termine ebraico Raukeeyang, che significa "distesa", o il firmamento o il paradiso; anche una figura numerica, che in egiziano significa mille; risposta alla misurazione del tempo di Oliblish, uguale a Kolob nella rivoluzione e nella misura del tempo | Deveria commentò: "Il termine ebraico [redacted], Roki'a, espanso, solido, firmamento, oltre ad essere mal descritto, non ha nessuna relazione con l'immagine, che rappresenta un falco mummificato, chiamato in egizio Ah'em. È il simbolo del divino riposo della morte; le sue ali aperte indicano la resurrezione" |
| 5               | È chiamato in egizio Enish-go-on-dosh; è anche uno dei pianeti governanti, e secondo gli egizi sarebbe il sole, e prenderebbe la luce da Kolob tramite la mediazione di Kae-e-vanrash, la grande Chiave, o, in altri termini, la forza governante, che governa 15 altri pianeti o stelle, come Floeese o la Luna, la Terra ed il Sole nelle loro rivoluzioni annuali. Questo pianeta riceve forza tramite Kli-flos-is-es, o Hah-ko-kau-beam, le stelle rappresentate dai numeri 22 e 23, che prendono luce dalla rivoluzione di Kolob. | "La mucca mistica, la grande mucca, che simboleggia l'emisfero inferiore del paradiso. È chiamata vergine mucca nel capitolo 162 del rituale funerario, secondo il quale una sua immagine sarebbe dipinta sull'ipocefalo, ed un'altra in oro sulla gola del defunto. È la forma di Hathor, che appare su molti monumenti col nome di noub, oro. Dietro la mucca si trova una dea, la cui testa, rappresentata da un occhio mistico in un disco, è copiata in modo scorretto" (enfasi nell'originale) |
| 6               | Rappresenta questa terra nei suoi quattro quadranti. | "I quattro geni funerari, i figli di [Horus], Imset, Hapy, Tioumautew, e Kebhsoniw." |
| 7               | Rappresenta Dio seduto sul suo trono, che mostra tramite il paradiso le grandi parole chiave del Sacerdozio; oltre al simbolo dello Spirito Santo su Abramo, in forma di colomba. | "La forma di Ammon, con coda d'uccello, o Horammon (?). Un serpente itifallico, con gambe umane, gli offre un occhio simbolico. Quest'ultima figura è stata sicuramente alterata trasformandola nell'ipocefalo dei mormoni" |
| 8               | Contiene scritte che non possono essere rivelate al mondo; ma deve essere stato il Sacro Tempio di Dio. | "Quattro righe di testo geroglifico, numerate dal basso all'alto, invece che dall'alto al basso. Il significato è: O grande dio a Sekhem, O grande Dio, Signore di paradiso, terra e inferno...Osiride S'es'esq..." |
| 9               | Non deve essere attualmente rivelato. | "Quattro righe di testo geroglifico, numerate dal basso all'alto, invece che dall'alto al basso. Il significato è: O grande dio a Sekhem, O grande Dio, Signore di paradiso, terra e inferno...Osiride S'es'esq..." |
| 10              | Also. | "Quattro righe di testo geroglifico, numerate dal basso all'alto, invece che dall'alto al basso. Il significato è: O grande dio a Sekhem, O grande Dio, Signore di paradiso, terra e inferno...Osiride S'es'esq..." |
| 11              | Anche questo. Se il mondo può scoprire questi numeri, che così sia. Amen. | "Quattro righe di testo geroglifico, numerate dal basso all'alto, invece che dall'alto al basso. Il significato è: O grande dio a Sekhem, O grande Dio, Signore di paradiso, terra e inferno...Osiride S'es'esq..." |
| 12, 13, 14, 15  | Sarà spiegato quando le deciderà il Signore | "Quattro linee di scrittura simili alle precedenti, di cui sono la prosecuzione. Sembrano numerate dall'alto in basso, e sono copiate in modo illeggibile" |
| 16, 17          | Sarà spiegato quando le deciderà il Signore | "Altre due linee che non possono essere decifrate dalla copia. Inizia sopra il dio con due teste umane, fig. 2 ; e cita due volte un luogo sacro ad Eliopoli" |
| 18, 19, 20 e 21 | Sarà spiegato quando le deciderà il Signore | "Queste colonne scritte sono illeggibili nella copia. È evidente secondo me che molte figure si trovino nei vari MSS. Sono state volontariamente modificate" |

#### Facsimile numero 3
Joseph Smith disse che questa immagine rappresenta Abramo seduto sul trono del faraone mentre insegna i principi dell'astronomia alla corte egizia. A differenza degli altri due facsimile, non è chiaro se esistano lacune ricostruite da Joseph Smith, anche se Deveria ipotizza che sia così (vedi figura 6 sotto). Come per gli altri 2 facsimile, la sua interpretazione è contestata dagli egittologi.
Secondo gli egittologi sarebbe una scena tipica del Libro dei morti che accompagnava il Libro dei Respiri, in cui il defunto a cui era dedicato il rotolo viene presentato davanti al dio egizio Osiride. I geroglifici in fondo al rotolo identificano il defunto, un sacerdote di nome Hor. Osiride è seduto su un trono, indossa la corona Atef e tiene in mano scettro e flagello. Dietro di lui si trova Iside, vestita col copricapo del disco del sole cornuto. A destra si trova Maat, col cappello di piume, Hor (il defunto cui è dedicato il papiro) e dietro Hor si trova Anubi, dio dell'imbalsamazione.
|                                        |
| Facsimile numero 3 dal Libro di Abramo |

| Immagine        | Spiegazione di Joseph Smith | Spiegazione degli egittologi mormoni e non mormoni (le citazioni sono di Robert K. Ritner 2003)                                                                                                  |
| --------------- | --- | --- |
| General Comment | Abramo discute dei principi dell'astronomia, alla corte del re | "Invocazione (ultima riga sotto l'illustrazione): O dèi della necropoli, dèi delle grotte, dèi del sud, nord, ovest, ed est donate salvezza all'Osiride Hor, il giustificato, nato da Taikhibit" |
| 1               | Abramo seduto sul trono del faraone, per cortesia del re, con una corona sulla testa, a rappresentare il sacerdozio, come simbolo della grande Presidenza del paradiso; con in mano lo scettro della giustizia e del giudizio | "Etichetta di Osiride (testo a destra della figura 1 del facsimile 3): recitazione di Osiride, il più importante degli occidentali, Signore di Abido(?), il grande dio per sempre e sempre(?)"   |
| 2               | Re faraone, il cui nome è scritto sopra la sua testa. | "Nome di Iside (testo a destra della figura 2 del facsimile 3): Iside la grande, madre degli dei"                                                                                                |
| 3               | Rappresenta Abramo in Egitto come indicato nella figura 10 del facsimile 1 | "Altare, con l'offerta del morto, circondato da fiori di loto, a rappresentare le offerte del defunto"—Theodule Deveria                                                                          |
| 4               | Principe del faraone, re dell'Egitto, come scritto sopra la sua mano. | "Nome di Maat (testo a sinistra della figura 4 del facsimile 3): Maat, signora degli dei" |
| 5               | Shulem, uno dei principali servitori del re, come dimostrato dai caratteri sopra la sua mano. | "Nome di Hor, il defunto, (testo davanti alla figura 5 del facsimile 3): L'Osiride Hor" |
| 6               | Olimlah, schiavo appartenuto al principe | "Nome di Anubi (testo davanti alla figura 6 del facsimile 3): Recitazione di Anubi, che protegge(?), il più importante degli imbalsamatori,..."                                                  |

### Risposte degli apologi alle critiche
Alcuni apologi credono che esistano differenze tra le vignette ed altre vignette simili che rendono incorretta l'interpretazione. Gli apologi hanno anche criticato il metodo di interpretazione dei facsimile utilizzato dagli egittologi, dicendo che il papiro potrebbe essere stato creato da un redattore ebreo.
Il professor Hugh Nibley della Brigham Young University fa notare che le persone che sembrano identificate in modo errato nel facsimile 3, potrebbero aver partecipato ad un rituale in cui uomini e donne potrebbero essere rappresentati con il sesso opposto. Nibley afferma anche che, nelle scene a corte, l'uomo in piedi al centro è solitamente identificato come il servitore.
Vari apologi mormoni, tra cui quelli della Foundation for Apologetic Information & Research, hanno ipotizzato che il paprio Joseph Smith attualmente in possesso della chiesa LDS non sia la fonte originale del Libro di Abramo, 
nonostante i frammenti siano stati incollati su un foglio che aveva suol retro la scritta "disegni di un tempio e mappa di Kirtland, area dell'Ohio", ed era accompagnato da un appunto di Emma Smith secondo cui sarebbero stati di Joseph Smith.
Gli apologi citano anche paralleli tra il Libro di Abramo e numerosi antichi documenti ed altri scritti ebraici, sostenendo che non esistono prove del fatto che Joseph Smith abbia studiato o abbia mai avuto accesso a queste fonti. Tra i vari esempi si trovano il sacrificio di Abramo, Abram che insegna al faraone egizio l'astronomia, e Dio che insegna l'astronomia ad Abramo.

## Perdita e riscoperta del papiro
Dopo la morte di Joseph Smith, gli artefatti egizi passarono alla madre, Lucy Mack Smith, fino alla morte avvenuta il 14 maggio 1856. La vedova di Joseph Smith, Emma Hale Smith Bidamon, il cui secondo marito era Lewis C. Bidamon, ed il figlio Joseph Smith III, vendettero "quattro mummie egizie con i relativi registri" ad Abel Combs il 26 maggio 1856. Dieci settimane dopo due delle mummie ed una parte del papiro furono mandati a St. Louis da Edward Wyman. Il museo di St. Louis chiuse nel luglio del 1863, e la sua collezione finì al Chicago Museum, che fu venduto a Joseph H. Wood nel 1864. Il museo, che prese il nome di Wood's Museum, fu distrutto nel Grande incendio di Chicago del 1871.
Combs mantenne almeno una parte dei frammenti di papiro, che finirono in mano al suo padrone di cassa, Charlotte Weaver Huntsman, e da lei alla figlia Alice Combs Weaver Heusser. Nel 1918 Alice Heusser offrì al New York Metropolitan Museum of Art (MMA) alcuni dei papiri in suo possesso, ma il museo rifiutò. Nel 1947 Ludlow Bull, curatore associato del dipartimento di arte egizia del MMA, li acquistò da Edward Heusser, vedovo di Alice.
Nel maggio del 1966 Aziz Suryal Atiya della University of Utah scoprì dieci degli undici frammenti di papiro conosciuti negli archivi del MMA quando riconobbe una delle vignette nota come facsmile 1 contenuto nel Perla di gran prezzo. Secondo Henry G. Fischer, curatore della collezione egizia del MMA, una donazione anonima al MMA permise alla chiesa LDS di acquistare i frammenti. Questi frammenti, originariamente chiamati Papiro Sensen, furono poi definiti papiro Joseph Smith I, X, e XI. Altri frammenti, chiamati JSP II, IV, V, VI, VII e VIII, sono considerati dai critici il Libro di Giuseppe a cui fa riferimento Smith. L'egittologo John A. Wilson affermò che i frammenti recuperati indicavano l'esistenza di almeno 6/8 diversi documenti.
L'undicesimo frammento fu scoperto nell'ufficio storico della chiesa LDS. Aperto dalla chiesa nel 1968, il frammento fu chiamato JSP IX.
Alcuni studiosi della LDS sostennero che buona parte della collezione di papiri originale è mancante, ma altri hanno contestato questa affermazione, sostenendo che la maggior parte del papiro è stata recuperata.
Esiste un sostanziale consenso riguardo al fatto che i papiri recuperati siano solo una parte dell'originale, soprattutto per il fatto che furono incollati su carte su cui fu scritto "disegni di un tempio e mappe del Kirtland, area di Ohio" sul retro, con un avviso di Emma Smith secondo il quale sarebbero stati di proprietà di Joseph Smith.

## Analisi e traduzione del papiro

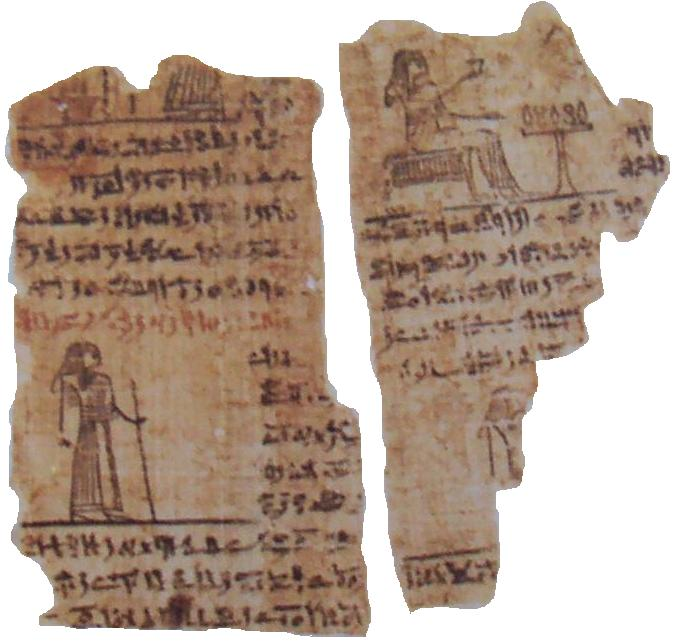
Due frammenti del papiro Joseph Smith tradotti dagli egittologi. La moderna traduzione del papiro differisce dall'interpretazione originale di Joseph Smith

Nel novembre del 1967 la chiesa LDS chiese a Hugh Nibley, professore di scrittura antica presso la Brigham Young University (BYU), di studiare i frammenti. Nibley era un linguista, ma non un egittologo, e quindi opero assieme a John A. Wilson e Klaus Baer nel tentativo di imparare abbastanza di scrittura egizia in modo da tradurlo autonomamente. La chiesa LDS pubblicò fotografie seppia del papiro nella rivista "The Improvement Era", nel febbraio del 1968, anche se in quel momento non fu fornita una traduzione. Gli editori della rivista trimestrale Dialogue: A Journal of Mormon Thought abbozzarono una traduzione del papiro partendo dalle fotografie dei tre egittologi statunitensi: John A. Wilson (Università di Chicago, Oriental Institute), Klaus Baer (Università di Chicago, Oriental Institute) e Richard A. Parker (direttore del dipartimento di egittologia, Università Brown). Queste traduzioni furono pubblicate in Dialogue nell'estate e nell'autunno del 1968.
Altre traduzioni ed analisi sono state fatte varie volte a partire da quella del 1968 redatta da studiosi mormoni e non mormoni, tra cui Michael D. Rhodes (BYU), John Gee (BYU), e Robert K. Ritner (Università di Chicago). Le traduzioni di tutti questi studiosi sono tra loro consistenti.

## Critiche e risposte
Le discussioni relative al Libro di Abramo vertono soprattutto sulla fonte del testo, sul metodo di interpretazione di Joseph Smith e sulla sua spiegazione del significato delle immagini. Esiste anche una piccola discussione riguardo alla traslitterazione della scrittura egizia riportata sui frammenti. Chi critica utilizza l'inarranza e l'identificazione dei testi come argomento principale per mettere in discussione l'autenticità del Libro di Abramo:
- Il testo traslitterato del papiro recuperato e dei facsimile pubblicati nel Libro di Abramo non contengono riferimenti diretti né a fatti storici né a testi che parlino di Abramo. Invece, fanno paralleli con altri testi del Libro dei morti e del Libro del respirare.
- Il nome di Abramo non appare da nessuna parte nel papiro o nei facsimile.[85]
- La spiegazione di Joseph Smith riguardo ai facsimile e la loro interpretazione (contenuta nel Libro di Abramo) non coincide con traduzione e traslitterazione degli egittologi.[86]
- Il papiro Joseph Smith è stato datato alla fine della dinastia tolemaica o all'inizio del periodo romano, 1500 anni dopo l'ipotetica vita di Abramo.[87] I critici lo ritengono importante dato che secondo Joseph Smith il papiro sarebbe stato "scritto dalla sua mano [di Abramo] sul papiro".
- Vi sono anacronismi nel Libro di Abramo, i quali indicano che non fu scritto al tempo di Abramo.[88]
- L'"alfabeto e grammatica egizia", noto anche come "carte egizie Kirtland", contiene un insieme di personaggi legati al papiro ed al testo del Libro di Abramo, il che secondo alcuni critici indica che il testo del Libro di Abramo fu tradotto interamente partendo dai frammenti di papiro esistente.[89] I critici affermano anche che l'"alfabeto e grammatica egizia" indichi che Smith fece una traduzione diretta e letterale.[90] Secondo i critici le affermazioni di Smith significano che il Libro di Abramo è la traduzione convenzionale di un manoscritto, e non una rivelazione.[91]

### Difesa del libro
Numerose teorie sono state presentate in difesa della posizione ufficiale della chiesa LDS, secondo cui si tratterebbe di rivelazione di Dio, tramite Joseph Smith, che racconta una storia vera di eventi della vita di Abramo;
- Joseph Smith interpretò i documenti tramite rivelazione, piuttosto che tramite una "traduzione" standard del testo da una lingua all'altra, con un processo simile a quello della sua traduzione della Bibbia.[92]
- I facsimile dei rotoli funerari egizi potrebbero essere un supporto mnemotecnico.[93]
- I facsimile non furono scritti da Abramo, ma da uno scrittore ebreo molti secoli dopo.[94]
- I facsimile rappresentano una versione errata di un documento originariamente scritto da Abramo, che Joseph interpretò utilizzando lo scritto originale.[95]
- Esistono altri messaggi e significati racchiusi nel testo oltre alla traduzione degli egittologi, a noi sconosciuti, e potrebbe darsi che Joseph Smith abbia trovato questo messaggio e la sua interpretazione.[96]
- I papiri potrebbero essere copie di un originale scritto personalmente da Abramo.
- I frammenti di papiro sopravvissuti sono solo una parte del papiro completo, o i frammenti potrebbero essere stati il punto di partenza per la ricostruzione.[97] Secondo i critici il facsimile 1 corrisponde alla vignetta del papiro esistente, e c'è un diretto riferimento testuale ad esso nel Libro di Abramo.[98]

## Libro di Giuseppe
Come accennato sopra, una seconda opera non tradotta fu identificata da Joseph Smith dopo aver analizzato il papiro originale. Egli disse che un rotolo conteneva "gli scritti di Giuseppe d'Egitto".